# Campeonato Mundial de Esquí Alpino de 2005
El XXXVIII Campeonato Mundial de Esquí Alpino se celebró en la localidad alpina de Bormio (Italia) entre el 28 de enero y el 13 de febrero de 2005 bajo la organización de la Federación Internacional de Esquí (FIS) y la Federación Italiana de Deportes Invernales.

## Resultados

### Masculino
| Evento                  | Oro                                | Plata                                  | Bronce                                 |
| ----------------------- | ---------------------------------- | -------------------------------------- | -------------------------------------- |
| Descenso (05.02)        | Bode Miller Estados Unidos 1:56,22 | Daron Rahlves Estados Unidos 1:56,66   | Michael Walchhofer · Austria · 1:57,09 |
| Eslalon (12.02)         | Benjamin Raich · Austria · 1:41,34 | Rainer Schönfelder · Austria · 1:41,58 | Giorgio Rocca · Italia · 1:42,08       |
| Eslalon gigante (09.02) | Hermann Maier · Austria · 2:50,41  | Benjamin Raich · Austria · 2:50,66     | Daron Rahlves Estados Unidos 2:51,09   |
| Supergigante (29.01)    | Bode Miller Estados Unidos 1:27,55 | Michael Walchhofer · Austria · 1:27,69 | Benjamin Raich · Austria · 1:28,23     |
| Combinado (03.02)       | Benjamin Raich · Austria · 3:19,10 | Aksel Lund Svindal · Noruega · 3:20,01 | Giorgio Rocca · Italia · 3:20,08       |

### Femenino
| Evento                  | Oro                                 | Plata                                  | Bronce                                      |
| ----------------------- | ----------------------------------- | -------------------------------------- | ------------------------------------------- |
| Descenso (06.02)        | Janica Kostelić · Croacia · 1:39,90 | Elena Fanchini · Italia · 1:40,16      | Renate Götschl · Austria · 1:40,29          |
| Eslalon (13.02)         | Janica Kostelić · Croacia · 1:47,98 | Tanja Poutiainen · Finlandia · 1:48,16 | Šárka Záhrobská · República Checa · 1:48,65 |
| Eslalon gigante (08.02) | Anja Pärson · Suecia · 2:13,63      | Tanja Poutiainen · Finlandia · 2:13,82 | Julia Mancuso Estados Unidos 2:14,27        |
| Supergigante (30.01)    | Anja Pärson · Suecia · 1:17,64      | Lucia Recchia · Italia · 1:18,09       | Julia Mancuso Estados Unidos 1:18,40        |
| Combinado (04.02)       | Janica Kostelić · Croacia · 2:53,70 | Anja Pärson · Suecia · 2:55,15         | Marlies Schild · Austria · 2:56,40          |

### Concurso de las naciones
| Evento          | Oro                | Plata             | Bronce          |
| --------------- | ------------------ | ----------------- | --------------- |
| Equipos (13.02) | Alemania · 26 pts. | Austria · 29 pts. | Francia 38 pts. |

## Medallero

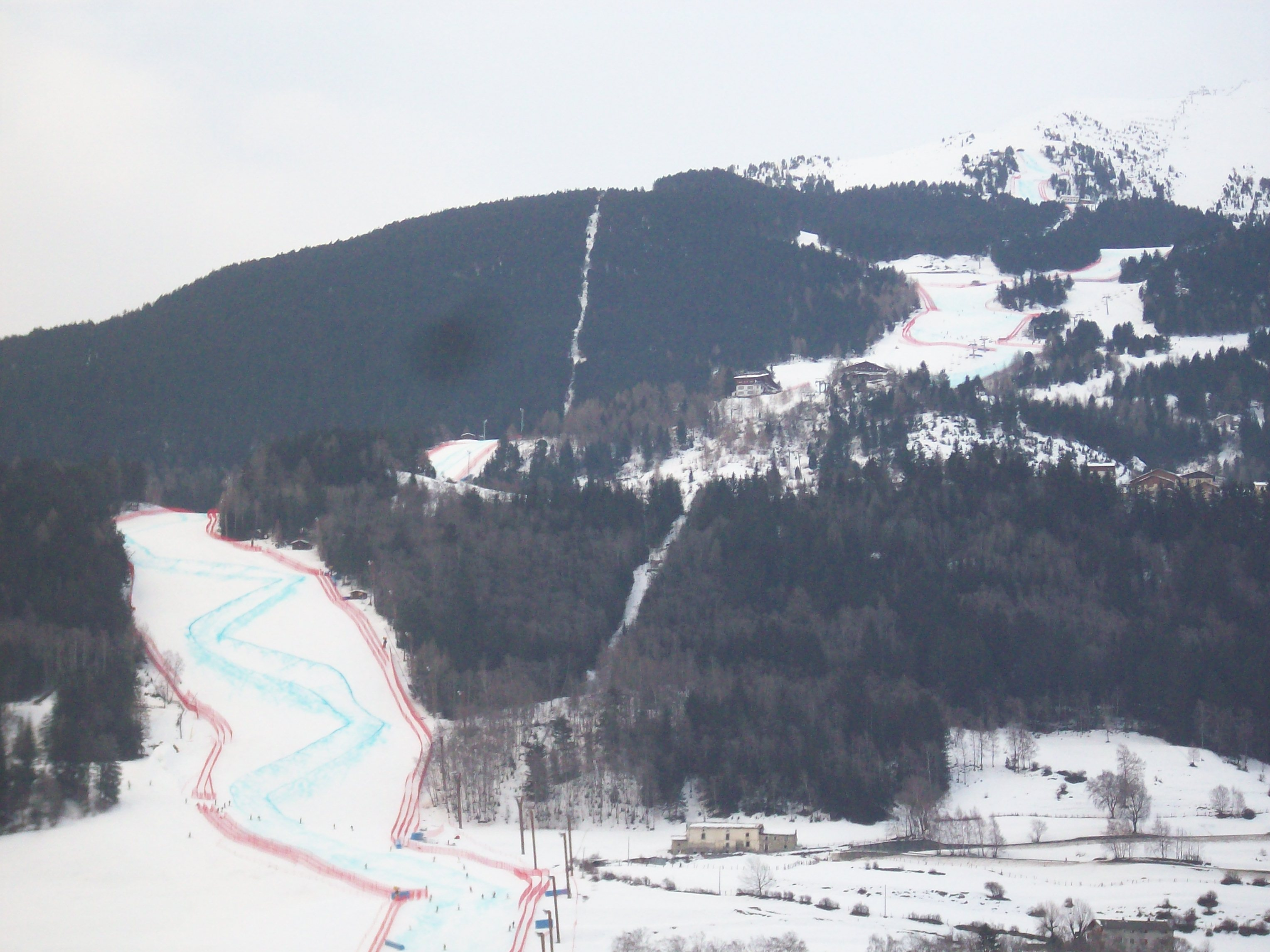
Pista de Esquí Alpino en Bormío (Italia)

| Núm. | País            | Oro | Plata | Bronce | Total |
| ---- | --------------- | --- | ----- | ------ | ----- |
| 1    | Austria         | 3   | 4     | 4      | 11    |
| 2    | Croacia         | 3   | 0     | 0      | 3     |
| 3    | Estados Unidos  | 2   | 1     | 3      | 6     |
| 4    | Suecia          | 2   | 1     | 0      | 3     |
| 5    | Alemania        | 1   | 0     | 0      | 1     |
| 6    | Italia          | 0   | 2     | 2      | 4     |
| 7    | Finlandia       | 0   | 2     | 0      | 2     |
| 8    | Noruega         | 0   | 1     | 0      | 1     |
| 9    | Francia         | 0   | 0     | 1      | 1     |
|      | República Checa | 0   | 0     | 1      | 1     |
|      | TOTAL           | 11  | 11    | 11     | 33    |